# Nyhumanism (litteratur)
Nyhumanism (New Humanism) är en akademisk rörelse inom litteraturkritik grundad av Irving Babbitt och Paul Elmer More i USA i början av 1900-talet.
De kritiserande starkt vad de uppfattade som maktfullkomlighet i sin samtid och pläderade för demokratisk självuppfostran genom moderation.